# Dorfkirche Schönbeck

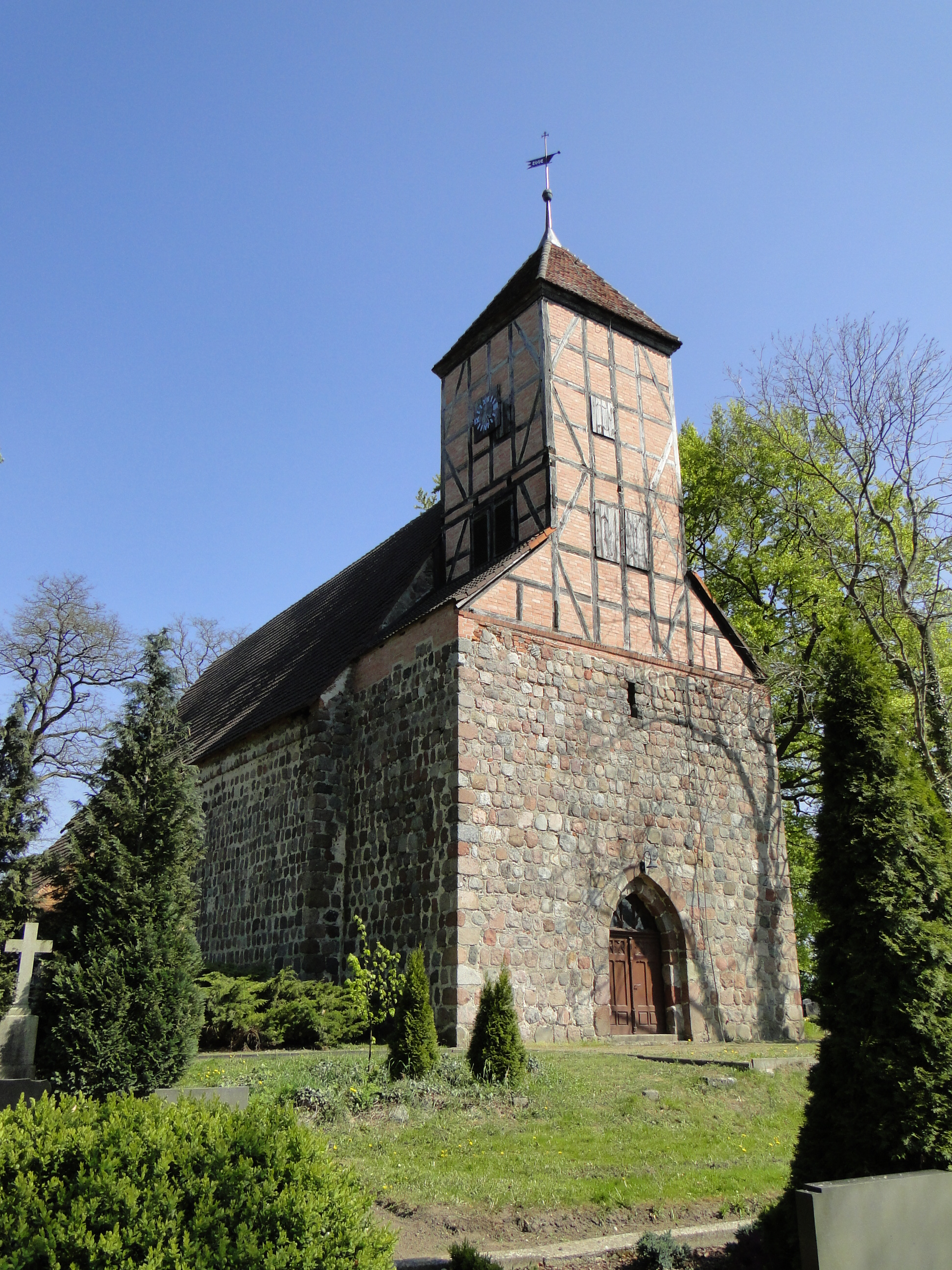
Dorfkirche Schönbeck

Die Schönbecker Kirche ist ein Sakralbau in Schönbeck, einer Gemeinde im Landkreis Mecklenburgische Seenplatte. Die Kirchgemeinde Kublank-Schönbeck gehört zum Kirchenbezirk Stargard, Propstei Neustrelitz, in der Evangelisch-Lutherischen Kirche in Norddeutschland.

## Architektur

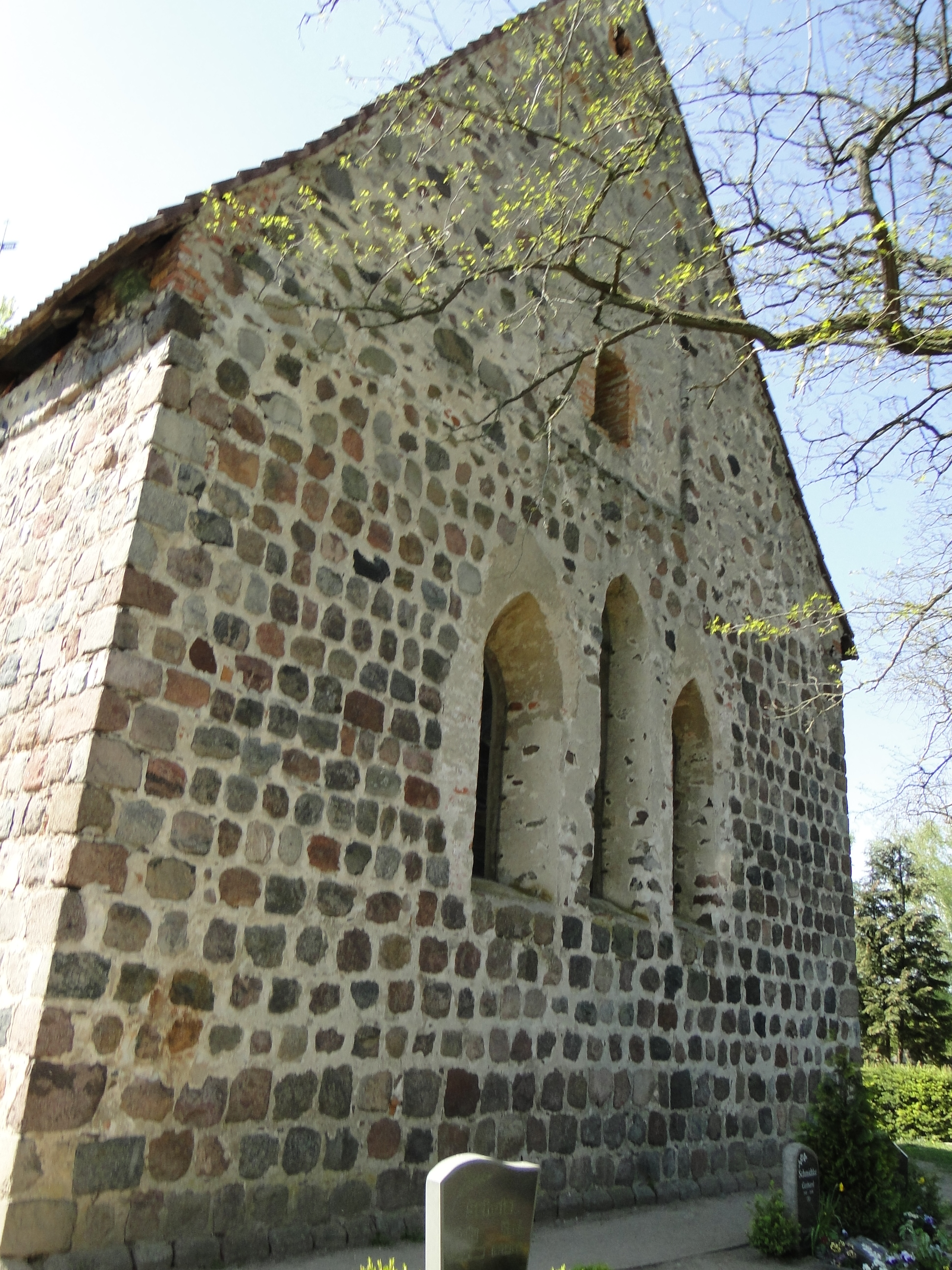
Ostfenster

Der Feldsteinquaderbau aus der zweiten Hälfte des 13. Jahrhunderts war ehemals turmlos. Im 15. Jahrhundert wurde ein gegen das Schiff eingezogener rechtwinkliger Turm mit einem Innenmaß von 3,3 m × 5,8 m und einer Mauerstärke von 1,5 m aus Feldsteinquadern bis über die Dachtraufe und dann ein quadratischer Fachwerkschaft mit ausgemauerten gefugten Fächern westlich vorgebaut, der mit einem Zeltdach aus Ziegeln gedeckt ist. Im Turm befindet sich eine hölzerne Treppe zum Glockenstuhl und auf den Kirchboden. Der Glockenstuhl kann auch durch ein Granitportal an der Südseite über eine Treppe mit steigender Kappe aus Feldsteinen auf Schalung überwölbt und in der südlichen Turmmauer gelegen, erreicht werden.
Das Schiff ist im Inneren 20,4 × 9,2 m groß, auf drei rechteckigen Gewölbefeldern von 6,8 zu 9,2 m angelegt, hat eine Mauerstärke von 1,10 m und ist 8 m hoch. Das Schiff verfügt über eine gerade Holzbalkendecke und über ein Satteldach. Fenster sind an der Nordwand nicht vorhanden. An der Südwand befinden sich mehrere Fensternischen. Die ursprünglich spitzbögigen Schlitzfenster wurden durch rundbögige ersetzt. An der Ostseite befinden sich drei spitzbögige Schlitzfenster, wobei das mittlere stark überhöht ist. Die Sakristei ist 3 m von der Ostwand zurückspringend an der Nordseite angebaut, außen 4 × 9 m groß und besteht aus zwei getrennten Räumen.

## Ausstattung
Der Altar hat eine neugotische Rückwand mit einem Gemälde von Christus in Getsemani. Die Kanzel befindet sich an der Nordwand und ist ein Werk der Renaissance auf modernem Ständer. Das Gutsgestühl ist nicht mehr vorhanden.

## Orgel
Die Orgel, die sich auf der Empore der Westwand befindet, ist eine pneumatische Orgel mit mechanischer Traktur, einem Manual und acht Registern in der folgenden Disposition:
| Manual C–f3 |              |     |
| 1.          | Bourdon      | 16′ |
| 2.          | Prinzipal    | 8′  |
| 3.          | Flöte        | 8′  |
| 4.          | Dolce        | 8′  |
| 5.          | Gedackt      | 8′  |
| 6.          | Voix celeste | 8′  |
| 7.          | Oktave       | 4′  |

| Pedal C–d1 |                  |     |
| 8.         | Subbass          | 16′ |
|            | Bourdon (aus 1.) | 16′ |

- Koppeln: I/P, Superoktavkoppel

Sie wurde der evangelischen Kirchengemeinde 1910 von der Firma W. Sauer geschenkt. Orgelbauer Wilhelm Sauer stammte gebürtig aus Schönbeck; die Orgel mit der Bezeichnung Baujahr: 1910, Opus 1097 in der Kirche zu Schönbeck war das letzte Instrument, das unter seiner Firmenführung gebaut wurde. 1951 wurde das Instrument durch Barnim Grüneberg junior aus Greifswald umdisponiert, 2005 wurde es wiederum von der Firma W. Sauer Orgelbau renoviert.

## Glocke
Das hölzerne Joch der erhaltenen Bronzeglocke (ursprünglich waren es zwei) wurde auf Grund der Schwergängigkeit in den 1970er Jahren durch ein kugelgelagertes Stahljoch ersetzt. Zu diesem Zweck wurde die Glocke mehrmals für die Aufhängung durchbohrt und erlitt somit einen Verlust ihres Klanges.